# Петровський Артур Володимирович
Петровський Артур Володимирович (14 травня 1924 — 2 грудня 2006) — радянський і російський психолог, фахівець в галузі історії психології, соціальної психології та психології особистості. Доктор психологічних наук (1965), професор (1967), член-кореспондент (1968), дійсний член (1971) і віце-президент АПН СРСР (1976—1979), президент РАО (1992—1997).

## Біографія
Народився в Севастополі. 1947 року закінчив філологічний факультет Московського міського педагогічного інституту (ММПІ) ім. В. П. Потьомкіна, в 1950 році там же захистив кандидатську дисертацію, присвячену психологічним поглядам А. Н. Радищева, після цього два роки викладав в Вологодському педінституті. Повернувшись на роботу в ММПІ, продовжив дослідження в області історії психології і в 1965 році захистив докторську дисертацію з історії радянської психології. З 1965 по 1971 рік завідував кафедрою психології ММПІ. З 1972 по 1991 рік був завідувачем лабораторії психології особистості Психологічного інституту РАО. 1968 року обраний членом-кореспондентом АПН СРСР, з 1971 року — дійсний член АПН СРСР. З 1968 по 1976 рік — академік-секретар Відділення психології та вікової психології, в 1976—1979 роках — віце-президент АПН СРСР. 1991 року був призначений президентом-організатором Російської академії освіти, з 1992 по 1997 рік був її президентом.

## Основні ідеї
А. В. Петровський сформулював оригінальну концепцію, що описує динаміку розвитку соціальних груп — теорію діяльнісного опосередкування міжособистісних взаємин. Відповідно до цієї теорії, стосунки, що складаються в групі, мають багатошаровий характер. Можна виділити поверхневий шар безпосередніх взаємин, який утворюють насамперед, стосунки взаємної симпатії та антипатії між членами групи, і більш глибинний шар взаємин, опосередкований цілями і завданнями спільної діяльності. Ступінь того, наскільки опосередкованими є взаємини у певній групі, визначає один вектор групового розвитку. Другий вектор — ступінь асоціальності або просоціальності групової діяльності. Поєднання цих двох параметрів визначає тип групи. В рамках даної типології виділено сім основних типів груп: група високого рівня розвитку — типу колективу і корпоративне угруповання, групи середнього рівня розвитку — просоціальна і антисоціальна кооперації, групи низького рівня розвитку — просоціальна і асоціальна асоціації, дифузна група [3]. В рамках даної теорії було переосмислено низку явищ групової динаміки. Наприклад, конформізм і нонконформізм як форми реакцій індивіда на тиск групи характерні для груп низького рівня розвитку (асоціацій та кооперацій), а групам більш високого рівня розвитку властивий такий тип поведінки як самовизначення особистості в групі. Іншим напрямком досліджень А. В. Петровського було дослідження процесів розвитку особистості. На його думку, розвиток особистості можна описати як процес входження в соціум, як постійну зміну різних спільнот, в які він входить і кожне з таких входжень є етапом на шляху його розвитку. Незалежно від типу і рівня розвитку таких спільнот, людина проходить універсальні стадії входження в спільноту, вирішуючи при цьому завдання, які постають перед ним. Виділено три таких універсальних стадії (адаптація / дезадаптація, індивідуалізація / деіндивідуалізація, інтеграція / дезінтеграція), у віковій періодизації цим стадіям відповідають дитинство, отроцтво і юність. З позиції цього підходу, А. В. Петровський піддав критиці принцип провідної діяльності як підстави для побудови вікової періодизації.

## Науково-просвітницька діяльність
А. В. Петровський був автором, співавтором і редактором великої кількості підручників з психології для вищих навчальних закладів (ВНЗ). Перший підручник був написаний ним 1956 року в співавторстві з Г. А. Фортунатовою і витримав три видання. Широко відомі також підручники загальної психології (перше видання — 1970) і вікової та педагогічної психології (перше видання — 1973) для педагогічних ВНЗ [8], котрі виходили під його редакцією. А. В. Петровський — автор численних науково-популярних книг і статей з психології. Був консультантом низки науково-популярних фільмів з яких найбільш відомі «Я та інші», «Сім кроків за обрій», а також художнього фільму «Опудало».

## Основні роботи
- Петровський А. В. Особистість. Діяльність. Колектив. — М .: Політіздат, 1982. — 255 с. — (Над чим працюють, про що сперечаються філософи).
- Петровський А. В. Питання історії і теорії психології. Вибр. праці. — М .: Педагогіка, 1984. — 271 с. — (Праці дійсних членів і членів-кореспондентів АПН СРСР).
- Петровський А. В., Ярошевський М. Г. Основи теоретичної психології. — М .: Инфра-М, 1998. — 525 с. — (Вища освіта). — ISBN 5-86225-812-4
- Петровський А. В., Ярошевський М. Г. Психологія. — М .: Академія, 2002. — 512 с.
- Петровський А. В. Психологія і час. — СПб. : Пітер, 2007. — 448 с. — (Майстри психології). — ISBN 978-5-469-01675-5
- Петровський А. В., Слободчиков В. І., Бим-Бад Б. М., Громико Ю. В. Завдання та напрями перебудови педагогічної науки // Питання психології 1988. № 2, с.14.